# مدونوسی
مدونوسی (به چکی: Medonosy) یک منطقهٔ مسکونی در جمهوری چک است که در ناحیه میلنیک واقع شده‌است. مدونوسی ۲۱۹ متر بالاتر از سطح دریا واقع شده‌است.